# Demokratiske Republik Congo ved sommer-OL 2024
Demokratiske Republik Congo deltog i sommer-OL 2024 i Paris, Frankrig i perioden 26. juli til 11. august 2024.
De vandt ingen medaljer.

## Medaljer
| 2024 Paris                  | Guld | Sølv | Bronze | Total |
| Demokratiske Republik Congo | 0    | 0    | 0      | 0     |

### Medaljevinderne
| Demokratiske Republik Congo under sommer-OL 2024 i Paris | Demokratiske Republik Congo under sommer-OL 2024 i Paris | Demokratiske Republik Congo under sommer-OL 2024 i Paris | Demokratiske Republik Congo under sommer-OL 2024 i Paris | Demokratiske Republik Congo under sommer-OL 2024 i Paris |
| Medalje                                                  | Navn                                                     | Sport                                                    | Event                                                    | Dato                                                     |
| -------------------------------------------------------- | -------------------------------------------------------- | -------------------------------------------------------- | -------------------------------------------------------- | -------------------------------------------------------- |
| -                                                        | -                                                        | -                                                        | -                                                        | -                                                        |